# 维也纳新城主教座堂
维也纳新城主教座堂或圣母升天及圣路伯特主教座堂曾经是一座主教座堂（1468年至1785年），1785年天主教维也纳新城教区撤销后，改为一座堂区教堂。该堂位于奥地利的维也纳新城, 。
建筑的位置和方向是在中世纪时期选择和设计的。中殿面向北方和西方，与1192年5月24日五旬节的日出对齐，当时利奥波德五世得到亨利六世皇帝的投资。
1207年，开始建造罗马式教堂。1279年祝圣。从1588年到1630年，梅尔乔•克莱斯尔担任署理主教，并建造了第一座巴洛克 讲道坛。巴洛克式祭坛及圣母升天祭坛画于1776年由詹多梅尼科•辛纳罗利完成。1886年，由于地震的破坏，西立面及钟楼被拆除；后来在维也纳建筑师理查德•乔丹的指导下重建。
2012年3月6日，教堂发生火灾，为便于维修，教堂关闭了六个月。